# بطولة ويمبلدون 1948
قائمة ببطولات ويمبلدون لسنة 1948:

## فردي رجال
بوب فالكنبورغ هزم  جون براونوتش . النتيجة: 7-5 0-6 6-2 3-6 7-5

## فردي سيدات
لويس براوه كلاب هزمت  دوريس هارت. النتيجة: 6-3, 8-6